# Pedicularis dissecta
Pedicularis dissecta är en snyltrotsväxtart som först beskrevs av Bonati, och fick sitt nu gällande namn av Francis Whittier Pennell och H.L. Li. Pedicularis dissecta ingår i släktet spiror, och familjen snyltrotsväxter. Inga underarter finns listade i Catalogue of Life.